# Landschaftsschutzgebiet Capune
Das Landschaftsschutzgebiet Capune mit einer Fläche von 11,1 ha liegt im Stadtgebiet Arnsberg. Es wurde 2021 bei der Neuaufstellung des  Landschaftsplanes Arnsberg durch den Kreistag des Hochsauerlandkreises als Landschaftsschutzgebiet (LSG) als LSG Typ B (Kleinflächiger Landschaftsschutz bzw. Ortsrandlagen, Landschaftscharakter) erstmals ausgewiesen. Von 1998 bis 2021 gehörte die Fläche zum Naturschutzgebiet Waldreservat Obereimer. Seit 2004 gehört die gesamte heutige LSG-Fläche zum FFH-Gebiet Waldreservat Obereimer.

## Beschreibung
Es liegt um den Hof Capune, der auf das rund 200 Jahre alte Köhlerhaus Capune zurückgeht. Es besteht aus zwei Teilflächen. Das LSG umfasst Offenlandbereiche mit Grünland nördlich und südlich vom Hof. Die nördliche Teilfläche ist vom Landesamt für Natur, Umwelt und Verbraucherschutz Nordrhein-Westfalen als „schutzwürdiges Grünland“ erfasst.
Es ist verboten, das Grünland auf der nördlichen Teilfläche in Acker oder andere Nutzungen umzuwandeln.

## Schutzzwecke für das LSG
Laut Landschaftsplan erfolgte die Ausweisung des LSG wie aller anderen von Typ B im Landschaftsplangebiet zur:
- „Sicherung der Vielfalt und Eigenart der Landschaft im Nahbereich der Ortslagen sowie in alten landwirtschaftlichen Vorranggebieten insbesondere durch deren Offenhaltung;“
- „Erhaltung der Leistungsfähigkeit des Naturhaushalts hinsichtlich seines Artenspektrums und der Nutzungsfähigkeit der Naturgüter (hier: leistungsfähige Böden);“
- „Umsetzung der Entwicklungsziele und primär zum Schutz des spezifischen Charakters und der Identität der landschaftlichen Teilräume; entsprechend dem Schutzzweck auch Ergänzung der strenger geschützten Teile dieses Naturraums durch den Schutz ihrer Umgebung vor Eingriffen, die den herausragenden Wert dieser Naturschutzgebiete und Schutzobjekte mindern könnten (Pufferzonenfunktion); “
- „Erhaltung der im gesamten Gebiet verstreut anzutreffenden kulturhistorischen Relikte.“[1]

## Rechtliche Vorschriften
Im Landschaftsschutzgebiet ist unter anderem das Errichten von Bauten verboten. Vom Bauverbot ausgenommen sind, sofern eine Genehmigung vorliegt, Bauvorhaben für Gartenbaubetriebe, Land- und Forstwirtschaft, der öffentlichen Versorgung mit Elektrizität, Gas, Telekommunikationsdienstleistungen, Wärme und Wasser, der Abwasserwirtschaft oder einem bestehenden angrenzenden gewerblichen Betrieb. Auch der Bau von Windkraftanlagen und Wasserkraftwerken ist mit Baugenehmigung erlaubt. Wie in den anderen Landschaftsschutzgebieten vom Typ B in Arnsberg besteht im LSG ein Verbot der Erstaufforstung und Weihnachtsbaum-, Schmuckreisig- und Baumschul-Kulturen anzulegen.